# Hansen Lake, Kenora District
Hansen Lake är en sjö i Kanada.   Den ligger i Kenora District och provinsen Ontario, i den sydöstra delen av landet, 1 500 km väster om huvudstaden Ottawa. Hansen Lake ligger 350 meter över havet. Arean är 5,4 kvadratkilometer. Den sträcker sig 5,4 kilometer i nord-sydlig riktning, och 3,8 kilometer i öst-västlig riktning.
I omgivningarna runt Hansen Lake växer i huvudsak barrskog. Trakten runt Hansen Lake är nära nog obefolkad, med mindre än två invånare per kvadratkilometer.